# Ahau-Quiché
Ahau-Quiché, najmanja od tri glavne loze gvatemalskih Quiche Indijanaca. 
Porijeklo ovoj lozi koja je imala 4 Velike kuće, dao je Mahucutah koji je za ženu imao Cununihu (Tzununihá). Nakon Mahukutaha redali su se po redu vladari Koahau (Qoahau), Kaglakan (Caglacán), Kokosom (Cocozom), Komahkun (Comahcún), Vukub-Ah (Vucub-Ah), Kokamel (Cocamel), Kojabakoh (Coyabacoh) i Vinak-Bam (Vinac-Bam). 
Titule gospodara u 4 Velike kuće bile su Ahcik-Vinak-Ahau (Ahtzic-Vinac-Ahau), Lolmet-Ahau (Lolmet-Ahau), Nim-Ćokoh-Ahau (Nim-Chocoh-Ahau) i Hakavic (Hacavitz). Bog Ahau-Quichéa također se zvao Hakavic.